# Epacromius pulverulentus
Epacromius pulverulentus är en insektsart som först beskrevs av Fischer von Waldheim 1846.  Epacromius pulverulentus ingår i släktet Epacromius och familjen gräshoppor. Inga underarter finns listade i Catalogue of Life.